# Sam Culverwell
Sam Culverwell, né le 5 octobre 2000, à Guernesey, est un coureur cycliste britannique.

## Biographie
Originaire de Guernesey, Sam Culverwell commence le cyclisme à l'âge de sept ans par le VTT. Il se tourne vers le cyclisme sur route à partir de 2017. Durant cette saison, il est notamment médaillé d'argent aux Jeux de la Jeunesse du Commonwealth. 
Lors de la saison 2019, il se distingue à dix-huit ans en terminant douzième du championnat de Grande-Bretagne sur route, au milieu des professionnels,. Peu de temps après, il se rend à Gibraltar pour participer aux Jeux des Îles, où il se classe premier du critérium et deuxième du contre-la-montre. Il intègre ensuite la formation Trinity Racing,, qui devient une équipe continentale en 2021. 
En 2022, il finit deuxième et meilleur grimpeur du Tour de Taïwan. Il porte également les couleurs de Guernesey lors des Jeux du Commonwealth, où il prend la neuvième place de la course en ligne. 

## Palmarès et résultats

### Palmarès par année
- 2017
  -  Médaillé d'argent de la course en ligne aux Jeux de la Jeunesse du Commonwealth
  -  Médaillé de bronze du critérium aux Jeux des Îles
- 2018
  - 2e étape du Junior Cycling Tour Assen[7]
  - 2e du Junior Cycling Tour Assen
- 2019
  -  Médaillé d'or du critérium aux Jeux des Îles
  -  Médaillé d'argent du contre-la-montre aux Jeux des Îles
- 2022
  - 2e du Tour de Taïwan
  - 3e du Lancaster Grand Prix
- 2023
  -  Médaillé d'or de la course en ligne aux Jeux des Îles
  -  Médaillé d'or du critérium aux Jeux des Îles
  -  Médaillé de bronze du contre-la-montre aux Jeux des Îles
- 2024
  - Portsdown Classic

### Classements mondiaux
| Année                                 | 2019  | 2020 | 2021  | 2022 |
| ------------------------------------- | ----- | ---- | ----- | ---- |
| Classement mondial                    | 3198e | nc   | 2339e | 638e |
| UCI Europe Tour                       | 1958e | nc   | 1561e | 494e |
|                                       |       |      |       |      |
| Légende : nc = non classéSource : UCI |       |      |       |      |